# Actenodia schultzei
Actenodia schultzei es una especie de coleóptero de la familia Meloidae.

## Distribución geográfica
Habita en Kalahari África.